# František Králík
František Králík (Zlin, 12 de abril de 1942 - 7 de setembro de 1974) é um ex-handebolista checoslovaco, medalhista olímpico.
Em Olimpíadas, ele atuou em 4 partidas.

## Títulos
- Jogos Olímpicos:
  - Prata: 1972